# Thập niên 1470
Thập niên 1470 là thập niên diễn ra từ năm 1470 đến 1479.